# Iraklı Uznadze
Iraklı Uznadze (gruz. ირაკლი უზნაძე, znany także jako "İrfan Toker" ;ur. 18 maja 1972) – turecki judoka. Olimpijczyk z Atlanty 1996, gdzie zajął siódme miejsce w wadze półśredniej.
Uczestnik mistrzostw świata w 1995, 1999, 2001 i 2003. Startował w Pucharze Świata w latach 1993, 1995–1998, 2000, 2003 i 2004. Czterokrotny medalista mistrzostw Europy w latach 1995-2002.

## Letnie Igrzyska Olimpijskie 1996
| Konkurencja | Eliminacje          | Eliminacje           | Eliminacje          | Repasaże            | Repasaże              | Klas. końcowa |
| Konkurencja | Przeciwnik I        | Przeciwnik II        | Przeciwnik III      | Przeciwnik I        | Przeciwnik II         | Miejsce       |
| ----------- | ------------------- | -------------------- | ------------------- | ------------------- | --------------------- | ------------- |
| 78 kg       | Oren Smadża (ISR) Z | Jason Morris (USA) Z | Stefan Dott (GER) P | Johan Laats (BEL) Z | Gastón García (ARG) P | 7.            |